# Cum ar fi?
Cum ar fi? è un singolo promozionale della cantante rumena Inna, pubblicato il 16 ottobre 2016 e incluso nel quinto album in studio Nirvana.

## Il brano
Cum ar fi? è un brano, scritto dai Play&Win con Inna stessa e pubblicato come singolo promozionale per festeggiare il compleanno della cantante. Il brano in lingua rumena, è stato confermato nella tracklist ufficiale del quinto disco di inediti dal titolo "Nirvana".

## Tracce
Download digitale
Testi e musiche di Play&Win, Inna; edizioni musicali Global Records.
1. Cum ar fi? – 3:19